# Улькан (Киренский район)
Улькан — село в Киренском районе Иркутской области России. В административном плане находится на межселенной территории. Село расположено на правом берегу реки Лена, примерно в 74 км к юго-западу от районного центра, города Киренск, на высоте 270 метров над уровнем моря.

## Население
В 2002 году численность населения села составляла 12 человек (5 мужчин и 7 женщин). По данным переписи 2010 года, постоянное население в селе отсутствовало.

## Улицы
Уличная сеть села состоит из 4 улиц.